# Banco Pelotense
O Banco Pelotense foi uma instituição bancária brasileira sediada em Pelotas, no estado do Rio Grande do Sul. Foi fundada em 5 de fevereiro de 1906 e liquidada em 5 de janeiro de 1931.

## Fundação
Os pecuaristas e charqueadores gaúchos que, no início do século XX se concentravam principalmente em Pelotas, sentiam necessidade de uma instituição bancária que  garantisse recursos financeiros para suas atividades, uma vez que os bancos então existentes preferiam direcionar financiamentos para o comércio e para a indústria.

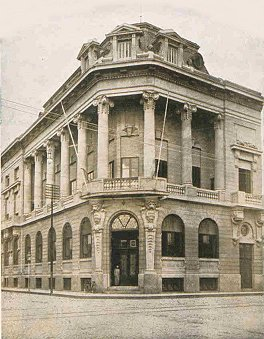
Banco Pelotense em 1916

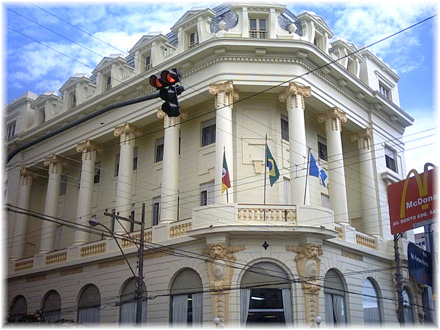
Matriz do Banco Pelotense, em 1916 (acima) e nos dias atuais, como agência do Banco do Estado do Rio Grande do Sul.

Em 1906, conseguiram juntar três mil contos de réis como capital inicial do empreendimento, com o apoio de comerciantes e profissionais liberais. A 5 de fevereiro, em assembleia solene num clube local, foram aprovados os estatutos do banco e no dia 15 iniciaram-se efetivamente suas atividades.
O controle acionário ficou em poucas mãos. Dos principais acionistas, Plotino Amaro Duarte foi diretor do banco ao longo de toda a sua história, e o coronel Alberto Rosa desde a fundação até sua morte, em 1923, tendo à frente o Barão de Arroio Grande e o senador Joaquim Augusto de Assumpção.
O banco começou a funcionar em sobrado de propriedade do diretor Plotino, onde antes funcionava sua casa de câmbio. Também foram cedidos pelo diretor os dois primeiros funcionários da nova instituição.
Assegurado o controle pelos incorporadores, as ações remanescentes foram subscritas, individualmente em pequenas quantidades, por um grande número de subscritores, espalhados por várias cidades gaúchas, com destaque para Porto Alegre. Até mesmo instituições beneficentes adquiriram ações: a Santa Casa de Misericórdia e a Beneficência Portuguesa de Porto Alegre se tornaram grandes acionistas, com cerca de cinco mil papéis em conjunto.

## Expansão
No ano de sua fundação tinha a matriz em Pelotas e uma filial em Rio Grande, em 1907 se expande até a cidade de Uruguaiana, em 1909 para Porto Alegre, 1910 para Alegrete e em 1911 Bagé. No ano de 1912 dá um salto, abrindo agências em oito cidades: Caxias do Sul, São Gabriel, Itaqui, São Borja, Cruz Alta, Santa Vitória do Palmar, Alfredo Chaves (atual Veranópolis), Bento Gonçalves e Dom Pedrito.
Em 1913, o banco continua se expandindo pelo interior do Rio Grande do Sul, abrindo a filial de Quaraí, em 1914 em  Estrela, e em 1916 em Cachoeira do Sul e em Santa Cruz do Sul. No ano de 1918 abriu agências em mais cinco cidades: Passo Fundo, Santa Maria da Boca do Monte, São Vicente do Sul, Rosário do Sul e Novo Hamburgo. A partir de então, passa a uma fase de maior expansão, com filiais inclusive fora do Estado: no ano de 1919 passa a funcionar no Rio de Janeiro.
Em 1920 se expande até Belo Horizonte, Ponta Grossa, Juiz de Fora e Rio Novo. Em 1922 Curitiba e nos dois anos seguintes Jaguari, Ponte Nova e Ijuí. No ano de 1928 em Erechim, e por fim em 1929 abre mais três filiais nas cidades de Lajeado, Montenegro e Guaporé.
Para instalar as agências bancárias, foram construídos prédios imponentes que contrastavam com as construções simples das pequenas cidades gaúchas e causavam admiração. Isso fazia parte de uma estratégia da diretoria, com o propósito de passar aos possíveis clientes uma ideia de pujança e riqueza, mas que resultou em grande endividamento, fatal para o banco.
O Banco Pelotense incorporou ainda dois outros bancos. Como um deles fosse constituído com capitais franceses, durante algum tempo manteve um escritório em Paris.
Paralelamente, foram instaladas agências menos requintadas em regiões de colonização alemã e italiana. Com essa estratégia inovadora e pioneira, os imigrantes superaram sua aversão a bancos e levaram suas economias para o Pelotense.
Em 1916, após três anos de obras, a matriz do banco passou a funcionar em nova e também suntuosa sede.

## Dificuldades financeiras

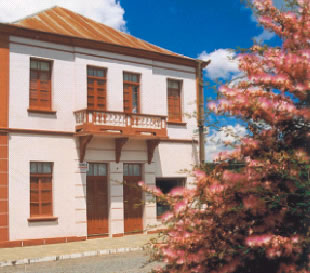
Agência colonial do Pelotense em Antonio Prado, zona de imigração italiana, pioneirismo.

Um conjunto de causas contribuiu para levar o Banco Pelotense a enfrentar dificuldades financeiras, que culminaram com sua liquidação.
A excessiva concentração do patrimônio em imóveis (imobilização), com a consequente perda de liquidez, foi uma delas. O banco havia se transformado numa grande imobiliária. Na década de 1970 foram encontradas na sede do Banco do Estado do Rio Grande do Sul, em Porto Alegre, centenas de certidões de registro de imóveis rurais no Paraná, cujas áreas, somadas, chegavam a cem mil hectares.
Creditam-se também os problemas ao gigantismo do banco, que se expandiu de forma a dificultar sua administração, numa época de sistemas de comunicação precários.

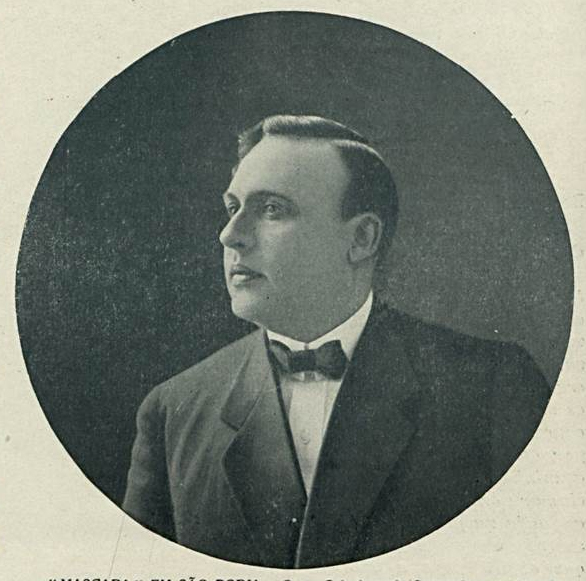
Coronel Antônio Sarmanho

Também influiu o estreito relacionamento com o Governo Estadual. O banco obteve algumas vantagens com esse relacionamento, pois se tornou agente financeiro do Estado e fez empréstimos para importantes obras públicas. Mas, por outro lado, incorporou a seu patrimônio uma grande quantidade de títulos da dívida pública de difícil resgate. Também ficou a mercê de ingerências políticas, como a pressão de Borges de Medeiros para que socorresse pecuaristas endividados com a queda do preço do boi em consequência da Primeira Guerra Mundial.
A situação se tornou difícil com a subida de Getúlio Vargas ao poder. Getúlio tinha razões para não apoiar o Banco Pelotense. Em 1921, seu sogro, Antônio Sarmanho, gerente do banco em Uruguaiana, suicidou-se, em razão de irregularidades apuradas na agência. Apesar do problema ter sido causado por um funcionário subalterno, Sarmanho sentia-se pressionado pela diretoria do banco. Em consequência, Getúlio e sua família retiraram os depósitos que mantinham na instituição.
Mas a grande causa de dificuldades do Banco Pelotense foi a decadência da indústria do charque, que concentrava a maioria dos depósitos e financiamentos. Primeiro, enfrentou a concorrência do produto argentino e uruguaio, com qualidade e preços melhores; depois da carne frigorificada. Frigoríficos estrangeiros (como o Swift) instalaram-se no Rio Grande do Sul e desbancaram de vez o charque. A quase totalidade das contas correntes dos pecuaristas e charqueadores registrava, desde o início da crise, saldo negativo.

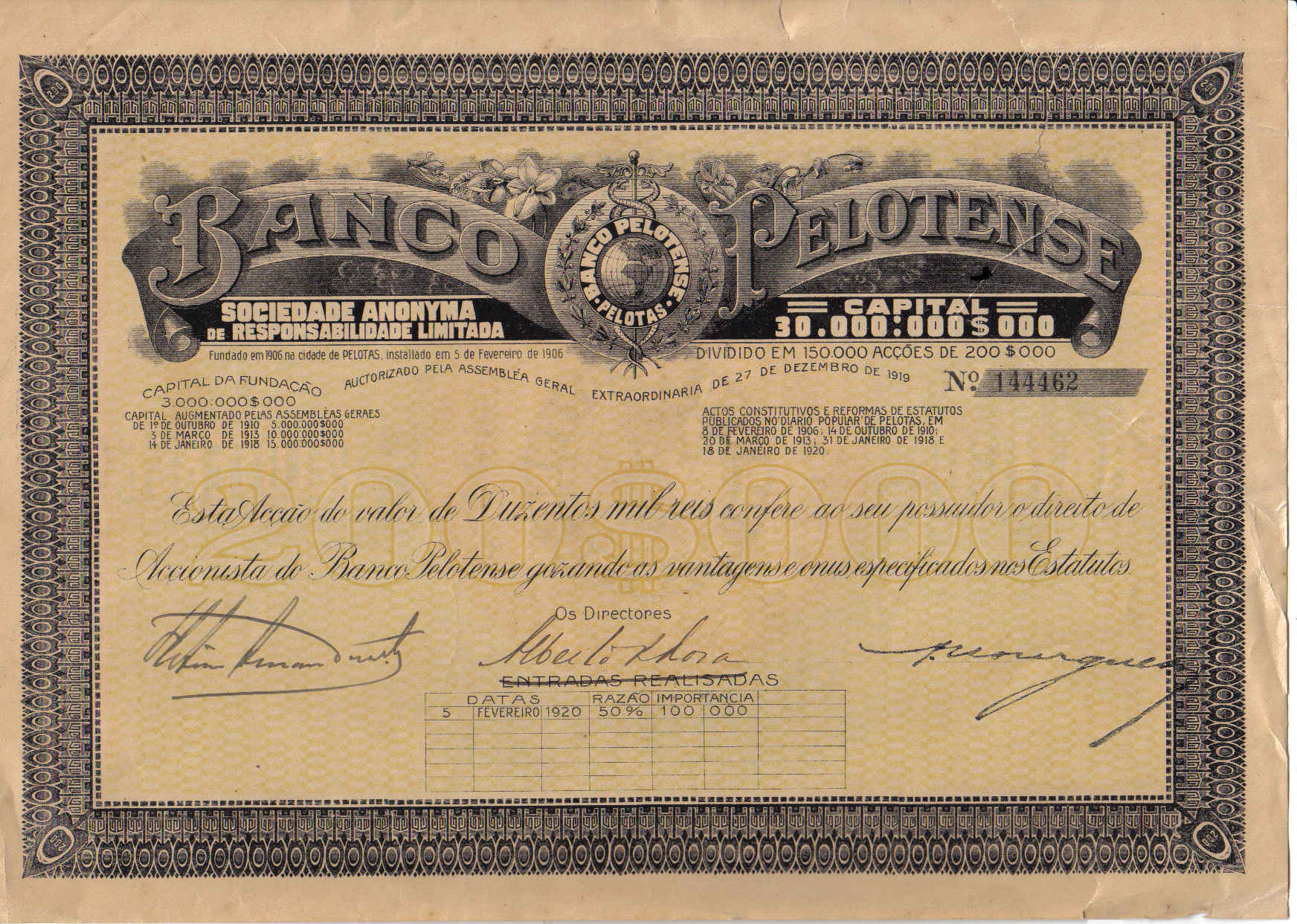
Ação do Banco Pelotense.

## Liquidação

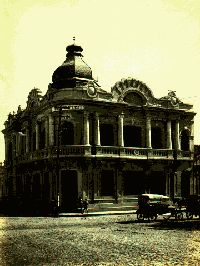
Agência do Banco Pelotense em São Gabriel, RS

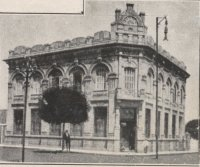
Agência do Banco Pelotense em Cruz Alta, RS

A partir de 1926, o Banco Pelotense entrou em descrédito e passou a sofrer frequentes corridas aos caixas de seus apreensivos depositantes. A falência do Banco Popular do Rio Grande do Sul, em 1930, levou o Banco Pelotense sofrer a maior delas. Mesmo superada, levou grandes depositantes a encerrarem suas contas.
Essa situação levou os acionistas controladores a elaborarem dois planos, um para recuperação do banco, com aporte de capital e ajuda financeira do Estado, outro prevendo sua liquidação. A primeira proposta não encontrou receptividade por parte de Getúlio e de seu sucessor, Flores da Cunha. Já então Getúlio, vitorioso na Revolução de 1930, era Presidente da República.
A liquidação ocorreu em janeiro de 1931, um mês antes de o banco completar seu jubileu de prata (25 anos). A notícia colheu de surpresa até mesmo a imprensa gaúcha. Agências do banco tiveram que ser protegidas por forças militares para evitar depredação.

## Banco do Estado do Rio Grande do Sul, o sucessor
Fundado em 1927, as instalações do Banco do Estado do Rio Grande do Sul, depois conhecido por Banrisul, limitavam-se, em 1931, a algumas salas do prédio da Secretaria da Fazenda do Estado, em Porto Alegre. Alcebíades de Oliveira era seu presidente.
Alcebíades havia sido funcionário e diretor do Banco Pelotense. Em 1921, quando do suicídio do sogro de Getúlio, foi ele que a diretoria do banco mandou a Uruguaiana para apurar a situação da agência. Alcebíades manteve vários contatos com Getúlio e ganhou a simpatia deste ao acertarem condições para a cobertura do prejuízo por mero acerto contábil, com pouco desembolso em dinheiro. Isto certamente lhe valeu o convite para dirigir o recém fundado banco estadual.
A liquidação do Banco Pelotense, ainda que não tenha sido provocada para atender aos interesses do BANRISUL, certamente lhe foi muito propícia, pois saiu de suas modestas instalações para ocupar as suntuosas agências do banco liquidado.

## Reflexos da liquidação

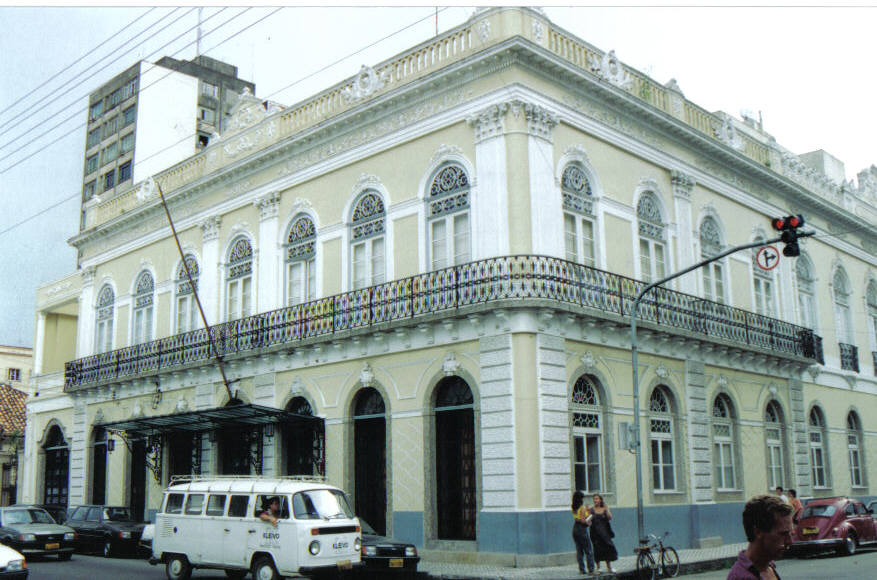
Clube Comercial de Pelotas: aqui ocorreu a fundação do Banco Pelotense.

A liquidação trouxe um longo período de estagnação econômica para a Pelotas e outras cidades onde o Banco Pelotense tinha presença predominante. Isso contribuiu para que, até os dias de hoje, os pelotenses relutem em aceitar suas causas reais, de caráter econômico e financeiro. Preferem atribuir o fim do banco a uma "vingança do Getúlio" e refutam a afirmação de que o banco não tivesse mais condições de funcionar.
Difundem a versão de que o banco poderia ter sido salvo com um empréstimo do Estado pelo prazo de quinze dias, quando então poderia ser resgatado com a transferência dos excessos de caixa das agências espalhadas pelo país. Segundo esta versão, o empréstimo já havia sido autorizado, o dinheiro correspondente separado e contado, mas a última hora houve ordem para que não fosse efetivado.
Essa versão popular é desmentida pelo historiadores. Nicanor Letti registra que a liquidação foi uma alternativa apresentada pelo próprio banco e que Flores da Cunha condicionava o reerguimento do banco à existência de máximas garantias, para não parecer uma fantasia perigosa ou uma tentativa condenada a irremediável fracasso.
A versão popular é, no entanto, propagada por líderes políticos. Irajá Rodrigues, prefeito de Pelotas em dois mandatos, afirmou, em entrevista, que as medidas de liquidação haviam sido tomadas por atos de exceção. Em discurso na Assembleia Legislativa do Estado (1996), o deputado Pompeo de Mattos afirmou que a ajuda do Estado ao Banco Pelotense seria um dever, mas o Estado preferiu impor seu tacão, por motivações de ordem política e pessoal.
Mesmo depois da liquidação os pelotenses continuaram a guardar em lugar seguro as ações do banco, como se ainda tivessem algum valor. Essas ações passaram de pai para filho, por gerações.
Alguns pelotenses ainda consideram viável a restauração do banco. Ao longo do tempo, vários grupos e entidades foram constituídos para esse fim, dirigidos e formados por várias pessoas que sequer eram nascidas quando o banco foi liquidado.
A esperança dessas pessoas sustenta-se num fato ainda dependente de confirmação: o de que parte do antigo patrimônio do Banco Pelotense ainda estaria registrado em nome deste. Entre outros bens, o banco seria proprietário do terreno onde está situada a pista de pouso do Aeroporto Santos Dumont, no Rio de Janeiro. Porém, o suposto patrimônio imobiliário do Banco Pelotense - devido ao usucapião - está na posse de terceiros.
Por outro lado, as exigências de caráter legal e financeiro para criação e funcionamento de uma instituição financeira mudaram desde então. Nos dias atuais já não é mais possível a existência no Brasil de um banco com uma base meramente municipal. Na década de 1980, numa das tentativas de refundar o Banco Pelotense, o Banco Central exigiu dos eventuais investidores uma caução equivalente a 6,5 milhões de dólares.